# 無輸血治療
無輸血治療（むゆけつちりょう）とは、その輸血をできる限り最小限度に抑え、安易な輸血を避ける治療である。
血液成分の不足により生じている病態を治療するために輸血が行われているが、輸血用の血液は限りある資源である上、濫用は感染症やGVHDのリスクを上昇させる。

## 病態と代替対策
- 血漿成分の不足
  - 凝固因子の不足
血漿由来型または遺伝子組み換え型の血液凝固因子製剤を用いることができる。
  - アルブミンの不足（膠質浸透圧の低下）
ヒドロキシエチルデンプン、低分子デキストランなどによって短時間ならば代替可能となる。ただし、これらは時間が経過すると血管外へ漏出するためむしろ膠質浸透圧の低下を増悪させる恐れがある。
  - 重症感染症や自己免疫疾患
これらを治療する目的でのグロブリンは代替の困難なことが多い。
- 赤血球の不足
赤血球の不足したいわゆる貧血の状態では酸素運搬が十分に行えなくなり多臓器に障害を与える恐れがある。そのため、出血の際に最も問題となるのが赤血球の不足である。また、悪性腫瘍や慢性炎症、骨髄疾患によっても赤血球は不足することがあり、これを補正するために赤血球輸血が行われる。
  - 急性出血
代替手段はない。
  - 慢性疾患
代替手段はない。
  - 自己血輸血
予定された手術の場合は、大出血が予想されていれば自己血輸血が行われる。これは、術前に少しずつ患者自身の赤血球を採取して手術中に使用するもので、感染症のリスクを大幅に低減することができる。注意すべき点として、自己血は感染症検査を厳重に行っていないため（その必要がないので）病院内で自己血を管理する際に一般の輸血用血液と混同してしまうと他の患者に重大な感染リスクが生じてしまう。
  - 回収式自己血輸血
手術の際、清潔なエリアへの出血であればこれを吸引して回収し、洗浄・濃縮することで再び血管内へ投与することができ、輸血量を減らすことができる。心臓や人工関節の手術で併用されることが多い。返血が1000ml未満であれば洗浄を省略する場合もある[1]。
  - エリスロポエチン
腎臓から分泌されるエリスロポエチンは骨髄での赤血球分化を制御しているホルモンであるが、腎不全の状態ではこのホルモンが分泌されないことによる貧血が合併する。このため、腎不全患者は遺伝子組み換えによって合成されるエリスロポイエチン製剤を定期的に使用することで貧血を回避している。
  - 人工赤血球（人工血液）
酸素と親和性の高い物質を血中に投与することで赤血球の代替にできないかという研究は第二次世界大戦を境に活発になった。感染症のリスクをほぼなくせるほか、輸血用血液の最大の問題である保存期限をクリアできるようになるからである。現在のところ、安全性や有用性の面で実用的なものは完成していない。アプローチとしては、「白い血液」として知られたパーフルオロケミカル (PFC) の乳剤のような非生物材料を用いるものと、ヘモグロビンを加工するものとにわけられ、現在のところ後者の方が実現性が高いとみられている。
- 白血球の不足
もともと輸血の適応ではない。
悪性腫瘍に対する化学療法の際、副作用としておこる顆粒球減少に対して、骨髄での顆粒球分化を制御するホルモンG-CSFが投与されることがある。
- 血小板の不足
代替手段はない。
化学療法に伴う血小板減少の補正などのため、血小板増殖因子が臨床応用できないか研究がすすめられている。

## エホバの証人における無輸血治療
輸血治療を拒否するエホバの証人では、無輸血治療を「全血の輸血は一切しない治療」として位置づけている。術中回収式の自己血輸血を受け入れる判断をする人もいるが、術前式は教義上受け入れない。たとえ死亡したとしても輸血を拒否する立場を特に絶対的無輸血と呼び、相対的無輸血（できる限り輸血を避けるが、救命手段としては認める立場）と区別することがある。
エホバの証人においては、患者は(1)無輸血の代替方法を医師と話すこと。(2)要請は法的書類など書面にすること。(3)無輸血が難しそうなら他の医療機関や医師を探すこと。(4)手術が必要なら治療法探しを先延ばしにしないこと。をすべきとされている。